# Фіндлі Тауншип (округ Мерсер, Пенсільванія)
Фіндлі Тауншип (англ. Findley Township) — селище (англ. township) в США, в окрузі Мерсер штату Пенсільванія. Населення — 2843 особи (2020).

## Демографія
Згідно з переписом 2010 року, у селищі мешкало 2910 осіб у 565 домогосподарствах у складі 410 родин. Було 617 помешкань
Расовий склад населення:
| - 77,7 % — білих - 18,0 % — чорних або афроамериканців - 0,4 % — азіатів - 3,4 % — осіб інших рас |

До двох чи більше рас належало 0,4 %. Частка іспаномовних становила 4,2 % від усіх жителів.
За віковим діапазоном населення розподілялося таким чином: 9,3 % — особи молодші 18 років, 81,6 % — особи у віці 18—64 років, 9,1 % — особи у віці 65 років та старші. Медіана віку мешканця становила 42,4 року. На 100 осіб жіночої статі у селищі припадало 316,3 чоловіків;  на 100 жінок у віці від 18 років та старших — 375,5 чоловіків також старших 18 років.
Середній дохід на одне домашнє господарство  становив 54 640 доларів США (медіана — 51 154), а середній дохід на одну сім'ю — 60 112 долари (медіана — 56 827). Медіана доходів становила 24 318 доларів для чоловіків та 26 319 доларів для жінок. За межею бідності перебувало 8,5 % осіб, у тому числі 9,5 % дітей у віці до 18 років та 9,0 % осіб у віці 65 років та старших.
Цивільне працевлаштоване населення становило 475 осіб. Основні галузі зайнятості: виробництво — 20,2 %, освіта, охорона здоров'я та соціальна допомога — 19,2 %, будівництво — 8,4 %, роздрібна торгівля — 7,4 %.